# Llandovery
Llandovery (walesi nyelven Llanymddyfri) kisváros Walesben, kevesebb mint kétezer lakossal.
A llandoveryi földtörténeti korszak névadója.

## Neve
Nevének jelentése: "templom a vizek között". Ezt azért kapta, mert három folyó fogja közre: északról a Tywi folyó (vagy Towy), keletről a Bran és a Gwydderig. A város alatt fut a Bawddwr ("piszkos víz"), amely a 19. század elején még nyitott csatorna volt. Ez utóbbi vízről kapták régi külső nevüket a város lakói: ’cyw bawddwr’ ("bawddwri csirke").

## Fekvése
A város Carmarthenshire-ben, a Tywi folyó, illetve az A40-es út mellett helyezkedik el.A várostól mintegy 17 kilométerre találhatók Pumpsaint közelében (az A482-es útnál) a római kori Dolaucothi aranybányák. A közelben, keletre van a festői Myddfai falu és északra a Llyn Brianne víztározó.

## Története
A Római Birodalom uralma idején a várost Alabum néven ismerték. A rómaiak 50 és 60 között a város melletti LLanfair dombra erődöt építettek, amely a Towy also folyásának vidékét ellenőrizte és több út találkozási pontja volt. az erőd helyén a normannok Szűz Máriának szentelt templomot építettek, amelynek falaiban láthatók a felhasznált római kori téglák.

## Látnivalók
- Az 1116-ban épült Llandovery kastély romjai, amelyben IV. Henrik angol király is megszállt, amikor leverte Owain Glyndwr walesi függetlenségi harcát. Itt áll Llewelyn ap Gruffydd Fychan of Caeo emlékműve, akit 1401-ben nyilvánosan kivégeztek, mert visszautasította, hogy elárulja Owain Glyndwrt és a szabadságharcot.
- A színház, amelyet egy jótékonysági szervezet működtet

## Híres llandoveryiek
- Twm Siôn Cati, "a walesi Robin Hood"
- Rhys Prichard, 17. századi papíró (szülőháza ma is áll)
- William Williams Pantycelyn himnuszköltő (a templomudvarban temették el)

## Testvérváros
- Pluguffan (Franciaország)

## Külső hivatkozások
Angol nyelven:
- A város honlapja
- Sue Brown:LLandovery rövid története
- Llandoveryi fotók
- A színház honlapja
- Llandovery RFC rugbyklub